# Luka deflacyjna
Luka deflacyjna – stan nierównowagi rynkowej (braku równowagi rynkowej), wyrażający się istnieniem nadwyżki globalnej podaży nad globalnym popytem. Występuje więc niedobór popytu globalnego. W gospodarce wolnorynkowej wystąpienie luki deflacyjnej wywołuje proces dostosowawczy przejawiający się obniżką poziomu cen (deflacją) w wyniku czego popyt wzrasta, podaż obniża się i rynek wraca do stanu równowagi rynkowej.
Zjawiskiem odwrotnym do luki deflacyjnej jest luka inflacyjna.